# Mark Linn
Mark Linn (født 1974) er en dansk sanger, sangskriver og skuespiller.
Mark Linn opnåede en andenplads i Melodi Grand Prix 1996 med sangen "Røde kinder" skrevet af Thomas Blachman, der opnåede en samlet andenplads. I samarbejde med Blachman udgav han sit debutalbum Men To Beat i 1998. Han udgav sit andet album, The Minutes, i 2006.
I 2007 lagde han stemme til de danske versioner af Rob Thomas' "Little Wonders" ("Helt små mirakler") og Rufus Wainwrights "Another Believer" ("En du ka' tro på") i Disneys tegnefilm Min skøre familie Robinson.
Han har desuden virket som korsanger og gæstesolist sammen med en række danske kunstnere, samt optrådt i musikforestillinger på teateret. Han har bl.a. medvirket på soundtrack til Den eneste ene og Fidibus.
I 2009 modtog han et legat fra Ole Haslunds Kunstnerfond.
Privat har han siden 2008 dannet par med skuespillerinden Anne Sofie Espersen.

## Filmografi
- Sommer (2008) - Sebastian

## Diskografi
- Men To Beat (1998)
- The Minutes (2006)

Singler
- "Røde Kinder" (1996)
- "Selv en dråbe" (1999) - gæsteoptræden